# كيوان في المندائية
كيوان هو اسم في المندائية ؛ (بالفارسية: کیوان) كيوان هو الاسم المندائي لكوكب زحل . كيوان هو أحد الكواكب السبعة، الذين يعتبرون جزء من حاشية روحا في عالم الظلام .
يُطلق على كيوان، المرتبط بيوم السبت وكذلك في اليهودية، أيضًا اسم بار شاميش الذي يعني (ابن الشمس). اسم كيوان مشتق من الأكادية كايامانو .